# Кесеу
Кесеу (рум. Chesău) — село у повіті Клуж в Румунії. Входить до складу комуни Мочу.
Село розташоване на відстані 310 км на північний захід від Бухареста, 31 км на схід від Клуж-Напоки.

## Населення
За даними перепису населення 2002 року у селі проживали 362 особи.
Національний склад населення села:
| Національність | Кількість осіб | Відсоток |
| -------------- | -------------- | -------- |
| угорці         | 329            | 90,9%    |
| румуни         | 33             | 9,1%     |

Рідною мовою назвали:
| Мова      | Кількість осіб | Відсоток |
| --------- | -------------- | -------- |
| угорська  | 326            | 90,1%    |
| румунська | 36             | 9,9%     |